# Burak Özdemir

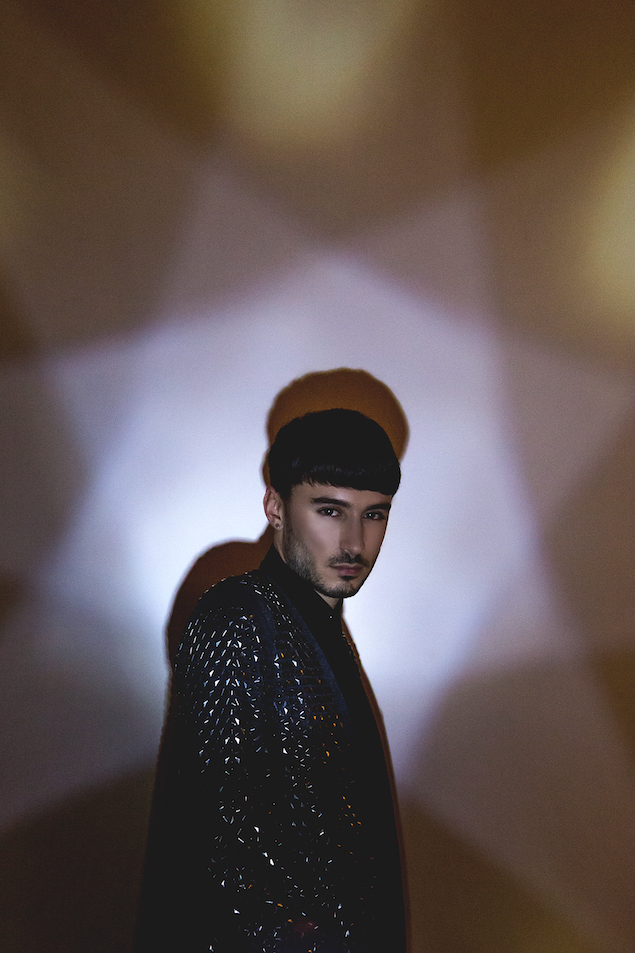
Burak Özdemir (2016)

Burak Özdemir (* 5. Oktober 1983 in Istanbul) ist ein deutscher Komponist, Fagottist, Choreograf und Dirigent.
Özdemir ist Sohn des Komponisten und Pianisten Cengiz Özdemir, seine Mutter war Balletttänzerin.
2008 gründete er an der Juilliard School in New York das Ensemble Musica Sequenza und ist seitdem Künstlerischer Leiter des Ensembles, welches für die Innovation alter Musik und interkultureller Produktionen steht.
In Berlin entwickelt er eigene Methoden, um neue Aufführungsweisen zu schaffen. Özdemirs Kompositionen bestehen größtenteils aus Wiederentdeckungen unbekannter Werke von der Renaissance bis zur Klassik. Seine Produktionen reichen von Bühnenkonzepten Neuer Musik, elektroakustischen Aufführungen, Tanz- und experimentelles Theater, Opernvorstellungen, Portrait- und Gesprächskonzerte, Workshops, Begleitprogramme bis hin zu CD-Produktionen.
Özdemir erhielt verschiedene Auszeichnungen. 2005 wurde er mit seinem Werk Vintage Keys von dem Istanbul International Jazz Festival ausgewählt. Im gleichen Jahr folgte die Young Talents Auszeichnung der Türkiye İş Bankası. 2010 gewann Özdemir den ersten Preis der Juilliard Concerto Competition.

## Werdegang

### Ausbildung
Im Jahr 1995 begann Özdemir am Istanbuler Konservatorium mit seinem ersten Klavier- und Fagottunterricht. Von 2001 bis 2005 machte er seinen Bachelor of Music an der Universität Istanbul. 2005 zog er nach Berlin und studierte an der Universität der Künste mit dem Schwerpunkt Fagott. 2008 schloss er seine Diplomarbeit ab und ging nach New York an die Juilliard School, wo er 2010 als erster Fagottist sein Artist Diploma in Performance erhielt.

### Musica Sequenza
Im Rahmen seines Studiums an der Juilliard School gründete Özdemir 2008 das Ensemble Musica Sequenza. Das Ensemble widmet sich der Innovation in der Barockmusik und setzt sich zum Ziel, eine interkulturelle Künstlerbewegung mit Musikern, Sängern, Tänzern, Choreografen, bildenden Künstlern, Architekten, Designern und Filmemachern zu entwickeln.
Das Ensemble spielt auf historischen und modernen Instrumenten, um die Elektronische- und Alte Musik in einen Dialog zu setzen. Das Ensemble präsentiert Aufführungen mit einem Repertoire von der Renaissance bis zu zeitgenössischen Komponisten an Opernhäusern, Festivals, Konzerthallen, Stadttheatern, Kunststiftungen und Museen. Mit interdisziplinären Produktionen von Barock, Neuer Musik, Elektroakustik, Modernem Tanz, Performance und experimentellem Musiktheater wirkt das Ensemble auch in der zeitgenössischen Kunstszene mit.

### Karriere
Özdemirs Produktionen wurden in Europa, Nord- und Südamerika und Asien an Häusern wie der Elbphilharmonie, Berliner Philharmonie, Peter Jay Sharp Theater, Berliner Musikclub Berghain, Amsterdamer Concertgebouw, Staatsoper Wien und dem Teatro Colón in Buenos Aires aufgeführt.
Er spielte als Gast bei den Istanbuler Philharmonikern, dem Juilliard Symphony Orchestra und L’Arte Del Mondo und kollaborierte unter anderem mit Sasha Waltz, Matthew Herbert, Werner Ehrhardt, Rolando Villazon, Nicolas McGegan und DJ Ipek.
Özdemir fokussiert sich auf die Verknüpfung verschiedener künstlerischer Bereiche, wie die Dialogsetzung von Choreografie und Musik. Auf dem Festival d’Avignon arbeitete er 2013 zusammen mit Sasha Waltz & Guests und komponierte die Musik des Projektes „Dialoge“. Die anschließende Aufführung fand in der Opera Avignon statt. 2016 komponierte und spielte Burak Özdemir für Sasha Waltz‘ Produktion „Zuhören“ bei Radialsystem V. Im folgenden Jahr trat er zusammen mit Waltz bei der Eröffnung der Hamburger Elbphilharmonie mit der choreografischen Installation „Figure Humaine“ auf.
2013 arbeitete Burak Özdemir für das Werk „One Day“ auf dem Elbjazz festival mit Matthew Herbert zusammen. Die Aufführung fand im Hamburger Thalia Theater statt.

### Burak
2019 brachte Özdemir sein erstes Album mit dem Künstlernamen Burak auf der Plattenfirma Edel/Neue Meister heraus. Das Avantgarde-Album „Hermes“ verbindet Electronica mit Instrumenten des 18. Jahrhunderts.
Sein dazugehöriges 360 Virtual Reality Musik-Video „Lyre“ wurde in der Kategorie Bester Experimenteller Film bei den Berlin Music Video Awards nominiert.
Als DJ hatte Burak Auftritte in Clubs wie Sisyphos, KitKat, Kammgarn, Wagenhallen, Berghain, Radialsystem und Bomontiada Istanbul

### Elektro-Barock
Burak Özdemir spezialisiert sich auf die Wiederbelebung und Erforschung historischer Opern und Stücke, indem er mit den Mitteln zeitgenössischer Aufführungen die Werke in einen neuen Kontext setzt. Mit seinen Projekten etablierte er das neue Genre des Elektro-Barock. „Fuga – The Electro-Baroque Opera“  war seine erste Opernproduktion, die ihre Premiere 2010 im Baruch Black Box Theater feierte. Auch in den folgenden Projekten „Opera del Futuro“ (2015) und „Sampling Baroque“ (2019) verbindet Özdemir die barocke oder klassische Tradition mit elektronischen und audiovisuellen Elementen.

## Ausgewählte Projekte

### Sampling Baroque
Im Jahr 2015 gaben die Händel-Festspiele Halle „Sampling Baroque / Handel“ in Auftrag. Ein Jahr später wurde die zweite Episode „Sampling Baroque / Bach“ im Auftrag des Internationalen Bachfests Schaffhausen im Kulturzentrum Kammgarn uraufgeführt. Es folgten die Aufführungen auf dem Istanbul Music Festival, bei der Bachakademie Stuttgart, in Berghain, beim Radial System V Berlin und dem Oranjewoud Festival.

### Atlas Passion
Im Oktober 2018 fand die Uraufführung seines Projektes „Atlas Passion“ in Koproduktion mit dem Stadttheater Schaffhausen statt. „Atlas Passion“ ist ein inter-religiöses Oratorium, basierend auf der Passionsmusik von Johann Sebastian Bach. Özdemir komponierte das Musiktheater in vier Sprachen: Hebräisch, Arabisch, Deutsch und Latein. Die Passionen werden in einen aktuellen Kontext gesetzt und beinhalten Themen wie Krieg, Flucht, neuer Nationalismus und den Nahostkonflikt, begleitet von den Glaubensfragen der drei Weltreligionen Christentum, Islam und Judentum.

### Transmute
„Transmute“ ist eine improvisierte Produktionsreihe, dessen erste Episode im Auftrag von der International Campaign to Abolish Nuclear Weapons (ICAN) entstand. 2014 fand die Premiere im Berliner Umspannwerk, im Rahmen der Diskussion über die Kraftwerksabschaltung in Deutschland, statt.
Bei diesem digitalen Projekt entstand aus zwei Bereichen eine elektroakustische Komposition mit akzentuiertem Rhythmus und konstanten, wiederkehrenden Elementen. Für „Transmute“ erforscht Özdemir die Klänge ausgewählter öffentlicher Räume und setzt sich mit architektonischen Klangwelten auseinander.

### Sohbet I Korero
„Sohbet I Korero“, eine Installation von Burak Özdemir im Pera-Museum, ist Teil der Museumsserie New Sounds. Ziel dieses Projektes war, die Museumskollektionen durch verschiedene künstlerische Ausdrucksweisen mehrerer Komponisten und Künstlern, neu zu entdecken. „Sohbet I Korero“ wurde inspiriert von der Ausstellungskollektion Orientalist Painting, in der die Aufführung im November 2018 stattfand. Özdemirs Projekt „Sohbet I Korero“ ist ein experimenteller Improvisationsdialog zwischen Kunst und Musik. Das Visuelle wird in die auditive Wahrnehmung transformiert.

## Diskografie
Burak Özdemirs Alben wurden von Deutsche Harmonia Mundi, Sony Music, Neue Meister/Edel und Tacet Nota herausgegeben.
- 2012 Antonio Vivaldi – The New Four Seasons[49]
- 2013 Johann Sebastian Bach – The Silent Cantata[50]
- 2014 Jean-Philippe Rameau – Rameau a la Turque[51]
- 2016 Georg Friedrich Händel – Sampling Baroque Händel[52]
- 2019 Burak – Hermes[53]
- 2019 Maia Remixes[54]
- 2020 Burak – Devas[55]
- 2021 Georg Friedrich Händel[56] – Morphine
- 2021 Johann Sebastian Bach[57] – Opium
- 2021 Inferno[58]
- 2022 Claudio Monteverdi – Vertigo[59]
- 2022 Burak – Orishas[60]
- 2022 Johann Sebastian Bach – Sampling Baroque Bach[61]
- 2023 Kassia[62]

## Werke
Jahr und Ort der Weltpremieren von Burak Özdemir.
- 07/2005 Vintage Keys, Istanbul Jazz Festival[63]
- 04/2010 Fuga: The Electro-Baroque Opera, Baruch Performing Arts Center in New York City[64]
- 11/2012 Vivaldi: The New Four Seasons, Radial System V Berlin[65]
- 06/2013 Sound Specific: Music of Seicente, Zionskirche Berlin[66]
- 07/2013 Dialogue mit Sasha Waltz, Festival D’Avignon[67]
- 11/2013 Bach: The Silent Cantata, Club Berghain Berlin[68]
- 12/2013 Opera del Futuro: La Serva Padrona, Radial System V Berlin[69]
- 12/2013 Sound Specific: Il Prete Rosso, The Startup Gallery Berlin[70]
- 01/2014 Transmute – Episode 1: Zero Gravity, Umspannwerk Berlin[71]
- 02/2014 BarockSamples – Exposing Händel, Nikolaisaal Potsdam[72]
- 04/2014 Transmute – Episode 2: Honey where are my keys?, Radial System V Berlin[73][74]
- 10/2014 Rameau a la Turque, Club Berghain Berlin[75]
- 02/2015 Opera del Futuro: Skin Deep Plug-Ins, KitKat Club Berlin[76]
- 03/2015 Diego Velazquez, Grand Palais Paris[77]
- 06/2015 Sampling Baroque – Handel, Händel-Festspiele Halle[78]
- 02/2016 Transmute – Episode 3: Paper, Covers Rock, Radialsystem V[79]
- 05/2016 Sampling Baroque – Bach, Bachfest Schaffhausen/Kammgarn[80]
- 12/2016 Transmute – Episode 4: Unreif, Club Berghain Berlin[81]
- 11/2018 Sohbet I Korero, Pera-Museum Istanbul[42]
- 04/2019 Hermes, Silent Green Kulturquartier[82]
- 12/2020 Devas, Tacet Nota Berlin[83]
- 05/2021 Opium Locked Down, Windler Stiftung Schweiz[84]
- 05/2021 Bach Opium, Bachfest Schaffhausen[85]
- 10/2021 Kassia, Ringlokschuppen Ruhr[86]
- 05/2022 Interminata, Mardin Biennial Turkey[87]
- 06/2022 Händel Morphine, Händel-Festspiele Halle[88]
- 10/2022 Monteverdi Vertigo, Arthouse Jersey[89]
- 10/2022 Inferno, Berliner Philharmonie[90]

## Filmmusik
Im Jahr 2012 komponierte Özdemir die Musik zu der Serie „Götter wie wir“ und im folgenden Jahr zu dem Film „Lifelong – Hayatboyu“.
2015 erhielt Özdemir den Auftrag des Grand Palais Museums in Paris, zusammen mit spanischen Barockkomponisten, Musik für die weltweit gezeigte Ausstellung des spanischen Barockmalers „Diego Velázquez“ zu komponieren. Die von Karim Aïnouz kuratierte und gefilmte Arbeit wurde später von Arte Edition auf DVD veröffentlicht. Im Jahr 2019 komponierte Özdemir das Musikwerk Midimelt zum Film „The Place of No Words“ von Mark Webber.

## Auszeichnungen
- 2004: Auszeichnung für sein Werk Vintage Keys bei Istanbul Jazz Festival Selection
- 2005: 1. Preis Is Sanat Young Talents von Türkiye İş Bankası
- 2007: Stipendiat des Jahres, Borusan Stiftung
- 2010: 1. Preis der Juilliard Concerto Competition
- 2014: Nominierung für Donizetti Award Türkei als Beste Kammermusik des Jahres
- 2019: Nominierung für das Video „Lyre“ Berlin Music Video Awards in Kategorie Bester Experimenteller Film[96][97][98][99]